# Huerteales
Huerteales er en orden med kun to familier, som er tropiske med nogle få slægter og arter.
| Familier |

- Dipentodontaceae
- Tapisciaceae